# Maximilian Nowatzki
Maximilian Nowatzki (* 6. September 1999 in Demmin) ist ein deutscher Handballspieler, der auf den Positionen Rückraum rechts und Rechtsaußen eingesetzt wird.

## Karriere
Nowatzki wechselte 2015 vom SV Fortuna ’50 Neubrandenburg in die B-Jugend-Mannschaft von GWD Minden und spielte mit der A-Jugend des Vereins in der A-Jugend-Bundesliga. In der Saison 2016/17 scheiterte man im Viertelfinale um die deutsche Meisterschaft am SC DHfK Leipzig. Ein Jahr später im Halbfinale an Füchse Berlin Reinickendorf. Zudem wurde er parallel in der Reserve-Mannschaft eingesetzt, die in der 3. Liga spielte. Für die Profi-Mannschaft debütierte Nowatzki am 1. März 2017 im Alter von 17 Jahren bei der 17:41-Heimniederlage gegen die SG Flensburg-Handewitt in der Bundesliga. Sein erstes Bundesligator erzielte er genau ein Jahr später bei der 24:35-Heimniederlage gegen die Rhein-Neckar Löwen. Zur Saison 2018/19 rückte er durch die Unterzeichnung eines Profi-Vertrages in den Kader der Bundesliga-Mannschaft auf. In der Spielzeit 2019/20 stand er elf Mal im Bundesligakader und erzielte dabei zwei Treffer. Im Sommer 2020 wechselte er zum Drittligisten Ahlener SG. Zusätzlich erhielt Nowatzki ein Zweitspielrecht für den Zweitligisten TV Emsdetten. Im Sommer 2024 wechselte Nowatzki zum Drittligisten TSG Altenhagen-Heepen. Ein Jahr später kehrte er zur Ahlener SG zurück.